# Benjamin Dean (Politiker)

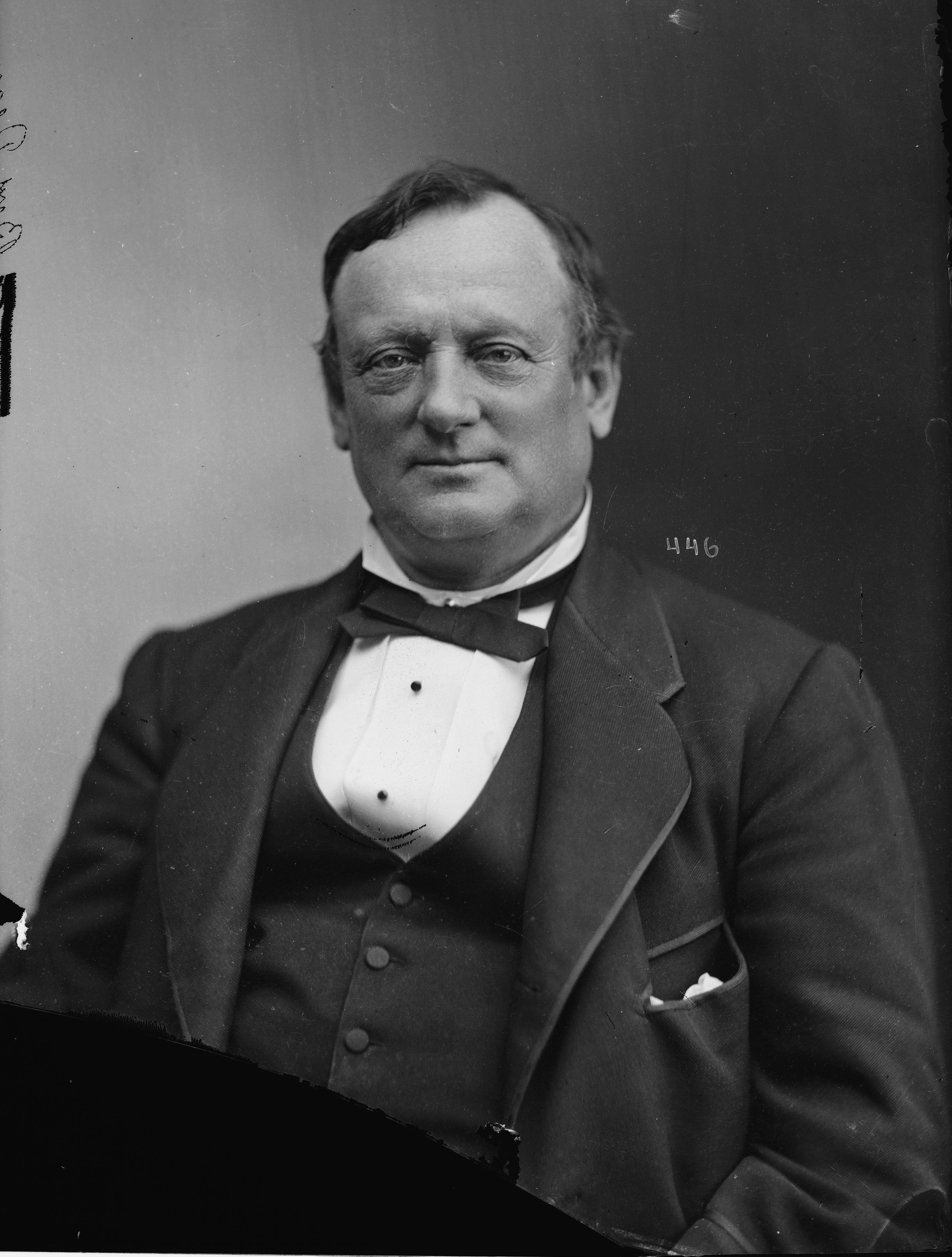
Benjamin Dean

Benjamin Dean (* 14. August 1824 in Clitheroe, England; † 9. April 1897 in South Boston, Massachusetts) war ein englisch-amerikanischer Politiker. In den Jahren 1878 und 1879 vertrat er den Bundesstaat Massachusetts im US-Repräsentantenhaus.

## Werdegang
Im Alter von fünf Jahren kam Benjamin Dean mit seinen Eltern aus Großbritannien in die Vereinigten Staaten, wo sich die Familie in Lowell niederließ. Er besuchte die öffentlichen Schulen seiner neuen Heimat und absolvierte danach das Dartmouth College in Hanover (New Hampshire). Nach einem anschließenden Jurastudium und seiner 1845 erfolgten Zulassung als Rechtsanwalt begann er in Lowell in diesem Beruf zu arbeiten. Im Jahr 1852 verlegte er seinen Wohnsitz und seine Kanzlei nach Boston. Gleichzeitig schlug er als Mitglied der Demokratischen Partei eine politische Laufbahn ein. In den Jahren 1862, 1863 und 1869 gehörte er dem Senat von Massachusetts an. In den Jahren 1865 und 1866 sowie nochmals von 1872 bis 1873 saß er im Stadtrat von Boston.
Bei den Kongresswahlen des Jahres 1876 verlor Dean gegen Walbridge A. Field von der Republikanischen Partei. Er legte aber gegen den Wahlausgang Widerspruch ein. Als diesem stattgegeben wurde, konnte er am 28. März 1878 das Mandat von Field übernehmen und die laufende Legislaturperiode im Kongress beenden. Im Jahr 1878 kandidierte er nicht mehr. Nach dem Ende seiner Zeit im US-Repräsentantenhaus praktizierte Benjamin Dean wieder als Anwalt in Boston. Dort war er einige Jahre lang Mitglied und Vorsitzender des Parkausschusses. Er starb am 9. April 1897 in South Boston.